# Åkers församling, Strängnäs stift
Åkers församling var en församling i Strängnäs stift och i Strängnäs kommun i Södermanlands län. Församlingen uppgick 2002 i Åker-Länna församling.

## Administrativ historik
Församlingen har medeltida ursprung. 1845 införlivades Ärja församling.
Församlingen var till 1845 moderförsamling i pastoratet Åker, Ärja och Länna där Länna inte ingick tidigt och mellan 1574 och 1581. Från 1845 till 2002 moderförsamling i pastoratet Åker och Länna. Församlingen uppgick 2002 i Åker-Länna församling.

## Kyrkor
- Åkers kyrka